# Klenke-Quartett
Das Klenke Quartett ist ein 1991 gegründetes deutsches Streichquartett.

## Geschichte
Seit der Gründung im Jahr 1991 an der Hochschule für Musik Franz Liszt in Weimar spielt das Quartett in unveränderter Besetzung. Unterstützung erhielt das Quartett durch Mentoren wie Norbert Brainin (Amadeus-Quartett), Ulrich Beetz (Abegg Trio), Harald Schoneweg (Cherubini-Quartett) und Sándor Devich (Bartók Quartett). Gefördert wurde das Ensemble durch den Deutschen Musikrat und die Deutsche Stiftung Musikleben.
Das Quartett gastierte auf Festivals wie zum Beispiel MDR-Musiksommer, Festspiele Mecklenburg-Vorpommern, Harzburger Musiktage, Walkenrieder Kreuzgangkonzerte und begleitete 2003 den damaligen Bundespräsidenten Johannes Rau nach Südamerika. Konzerte führten 2018 in den Iran, nach Japan und in die Niederlande. Eine enge Verbindung mit der 2016 verstorbenen deutsch-amerikanischen Komponistin Ursula Mamlok führte das Quartett zum 90. Geburtstag der Künstlerin nach New York zu einer Aufführung ihres 2. Streichquartetts.
Es erfolgte eine Zusammenarbeit mit Künstlern wie Martin Stadtfeld, Matthias Kirschnereit, Jascha Nemtsov, Kolja Lessing, Sebastian Klinger, Christina Fassbender, Clemens Trautmann, Alexander Bader, Nicola Jürgensen, Harald Schoneweg und Klaus Kämper sowie mit dem Auryn Quartett und dem Vogler-Quartett.
Das Repertoire des Klenke Quartetts umfasst auch Werke für Streichquartett und Orchester von Arnold Schönberg und von Matthew Hindson. Die europäische Erstaufführung von Hindsons Konzert The Rave and the Nightingale erfolgte 2008 durch das Klenke Quartett in Jena.

## Konzertreihen
Das Klenke Quartett bestreitet zwei eigene Konzertreihen. Als Hommage an den Gründungsort Weimar wurde 2004 die Kammermusikreihe AUFTAKT gegründet, die regelmäßig Musikerkollegen in das Programm einbindet. Die Humboldt-Soireen, eine für drei Jahre konzipierte Konzertserie in der Heilig-Geist-Kapelle an der Humboldt-Universität zu Berlin, wurde ebenfalls vom Klenke Quartett initiiert und künstlerisch geleitet.

## Kinder- und Familienprogramme
Einen weiteren Schwerpunkt bilden Kinder- und Familienprogramme. Zuletzt war im Programm das Kindermusiktheater „Die kleine Hexe“, das in der Tonhalle Düsseldorf, der Kölner Philharmonie, der Philharmonie Luxembourg, Hamburger Laeiszhalle, dem Wiener Konzerthaus und dem Festspielhaus Baden-Baden dargeboten wurde.

## Auszeichnungen
2022 erhielt das Quartett den Mozartpreis der Sächsischen Mozart-Gesellschaft.
Von den CD-Aufnahmen wurde die Haydn-Aufnahme Die sieben letzten Worte unseres Erlösers am Kreuze mit dem „Choc – Le Monde de la musique“ ausgezeichnet. Die jüngste Schubert-CD, erhielt 2015 den „Supersonic Award“ der luxemburgischen Zeitschrift Pizzicato. Diese Auszeichnung hatten bereits Aufnahmen mit Mozarts Streichquartetten erhalten. Der MIDEM Classical Award der Musikmesse in Cannes wurde 2007 für eine weitere CD-Aufnahme mit Streichquartetten von Mozart verliehen. Der Harenberg Kulturführer Kammermusik 2008 empfiehlt für einige dieser Quartette die Aufnahmen des Klenke Quartetts als Referenzeinspielung. Die Aufnahme von Mozarts Streichquintetten mit Harald Schoneweg (Viola) erhielt die Anerkennungen „Recording of the week“ titelte die BBC (Magazin and Radio) und das Polskie Radio urteilte „Best recording of Quintett KV 516“.

## Diskografie (Auswahl)
- Klenke Quartett Weimar. Haydn, Webern, Debussy. Joseph Haydn: Streichquartett F-Dur op. 77,2; Anton Webern: Sechs Bagatellen für Streichquartett op. 9, Claude Debussy: Streichquartett op. 10 (Extraplatte; 2000)
- Karl Goldmark / Felix Mendelssohn Bartholdy. Streichquartett B-Dur op. 8 / Streichquartett a-Moll op. 13 (Hänssler Classic; 2002)
- Klenke Quartett: Mozart. Streichquartette G-Dur KV 387 und d-Moll KV 421 (Profil Edition Günter Hänssler; 2004)
- Mozart / The „Haydn“ Quartets. Streichquartette G-Dur KV 387, d-Moll KV 421, B-Dur KV 458, Es-Dur KV 428; A-Dur KV 464, C-Dur KV 465  (Profil Edition Günter Hänssler; 2006)
- Joseph Haydn: Sieben Worte. „Die sieben letzten Worte unseres Erlösers am Kreuze“ op. 51 (Berlin Classics; 2008)
- Peter Tschaikowski: Streichquartette. Streichquartette Nr. 1 D-Dur op. 11, B-Dur (1865), Nr. 2 F-Dur op. 22, Nr. 3 es-moll op. 30, Streichsextett d-moll op. 70 (Berlin Classics; 2010)
- Klenke Quartett: Mozart. Streichquartette D-Dur KV 499 und D-Dur KV 575 (Profil Edition Günter Hänssler; 2008)
- Klenke Quartett: Mozart. Streichquartette B-Dur KV 589 und F-Dur KV 590 (Profil Edition Günter Hänssler; 2010)
- Franz Schubert. Streichquartette c-Moll D 704, Streichquartett C-dur D 46, Streichquartett a-moll D 804 „Rosamunde“ (Genuin; 2015)
- Mozart: The String Quintets. Streichquintette B-dur KV 174, c-moll KV 406, C-dur KV 515, g-moll KV 516, D-dur KV 593, Es-dur KV 614. Mit Harald Schoneweg, Viola (Accentus Music, 2018)
- Emilie Mayer. Symphony No. 4, Piano Concerto, String Quartet, Piano Sonata.  Darauf mit dem Klenke Quartett: Streichquartett g-moll (Capriccio Digital; 2018)
- Mozart: Clarinet Quintet, Horn Quintet. Klarinettenquintett KV 581, Hornquintett KV 407, Mit Nicola Jürgensen, Klarinette; Stephan Katte, Horn (Accentus Music; 2021)